# Carlton Football Club

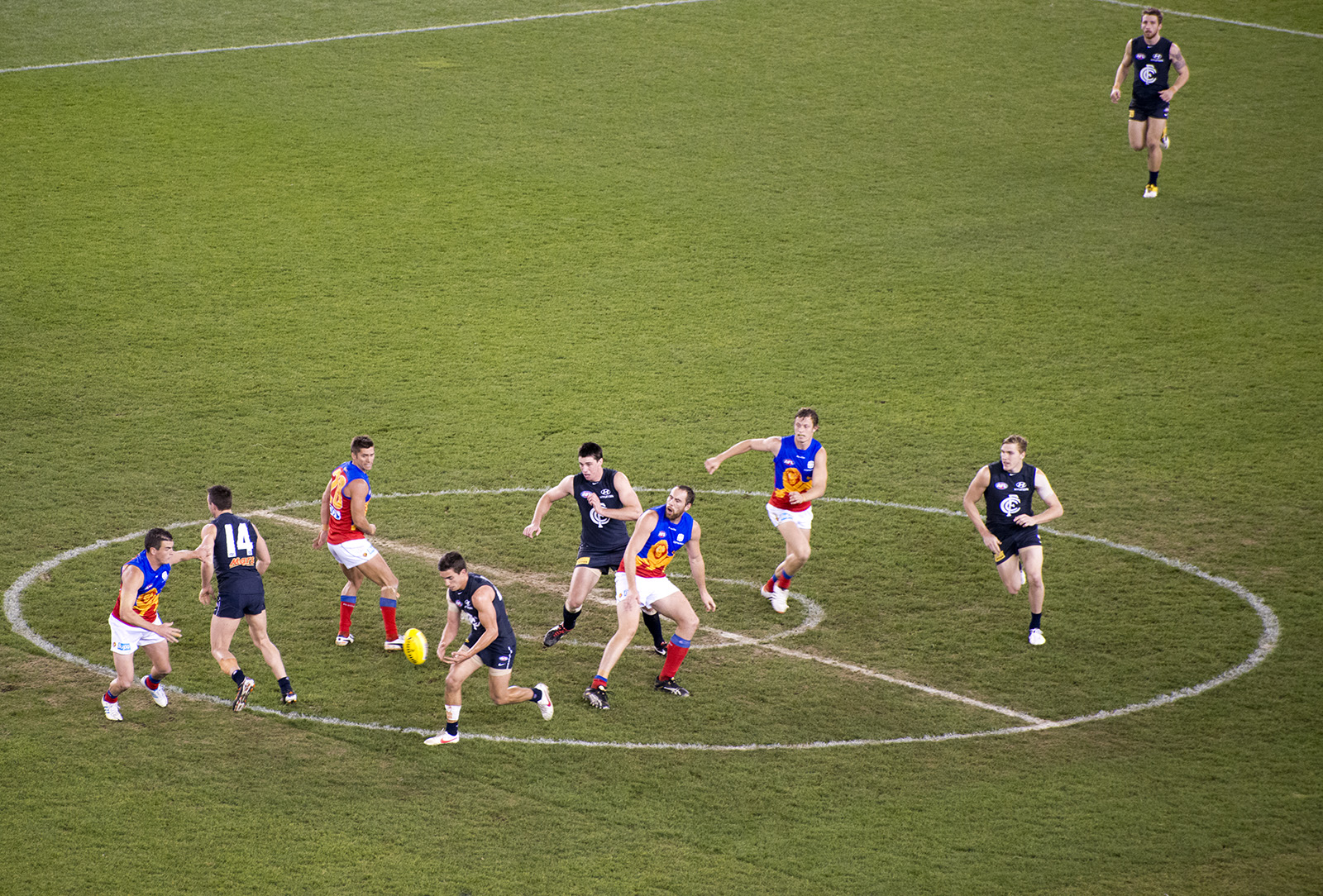
Die Carlton Blues (marineblaue Trikots) bei einem Match gegen die Brisbane Lions.

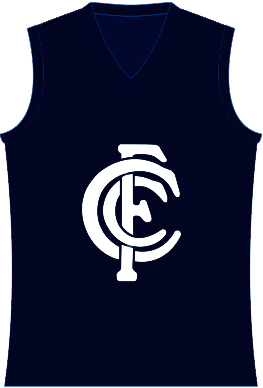
Das Trikot der Blues.

Der Carlton Football Club, auch Carlton Blues, ist ein Australian Football Verein aus Melbourne, der in der Australian Football League spielt und eines der acht Gründungsmitglieder der Liga im Jahr 1897 war. Ursprünglich repräsentierte Carlton den gleichnamigen Stadtteil im Zentrum Melbournes. Mit 16 Meisterschaften sind die Blues neben den Essendon Bombers und den Collingwood Magpies das erfolgreichste Team der AFL. Die Vereinsfarben sind Marineblau und Weiß. Die Spielstätten sind derzeit das Etihad Stadium und der Melbourne Cricket Ground, ehemalige Heimat ist der Princes Park (bis 2005).

## Geschichte
Gegründet wurde der Carlton Football Club im Juli 1864 und erfreute sich großen Zuschauerzuspruchs in der Region, was ihn schnell zum Rivalen der Melbourne Demons aufstiegen ließ. Nach erfolgreichen Anfangsjahren stagnierte die Leistung in den 1890er Jahren. Dennoch wurde der Verein eingeladen, an der Premierensaison der Victorian Football League teilzunehmen. Das erste Jahr beendeten die Blues auf dem siebten und damit vorletzten Tabellenrang mit zwei Siegen und zwölf Niederlagen. 1903 gelang erstmals der Einzug in die Finals series, was vor allem auf die Verpflichtung von Jack Worrall als Verantwortlichen für die sportlichen Belange des Teams zurückzuführen ist. Unter Worrall konnte Carlton 1906, 1907 und 1908 die Meisterschaft gewinnen und die Saisonbilanz von 19 Siegen und nur einer Niederlage im Jahr 1908 hatte über 90 Jahre lang Bestand.
Die folgenden Jahre waren von verschiedenen Konflikten abseits des Platzes geprägt. Viele Spieler der Blues rebellierten gegen Worrall aufgrund schlechter Bezahlung und harter Trainingsmethoden. Nach der Saison 1909 verließ Worrall Carlton und auch viele Spieler, die Worrall treu geblieben waren, wechselten zu anderen Clubs. Zusätzlich wurden zwei Spieler aufgrund von Spielmanipulationen zu je 99 Spielen Sperre verurteilt, ein bis heute unübertroffenes Strafmaß. Dennoch erreichte Carlton 1909 und 1910 das Grand Final, verlor jedoch beide Spiele. 1914 und 1915 folgten weitere Meisterschaften, eher der Erste Weltkrieg den Ligabetrieb erheblich störte. So waren teilweise nur vier Mannschaften aktiv, da ein Großteil der Spieler den Australischen Streitkräften dienen musste.
Zwischen den Weltkriegen erreichten die Blues 14 Finals series, konnten jedoch nur dreimal das Grand Final erreichen und standen bis 1938 23 Jahre lang ohne Titel dar, was die längste Durststrecke der Clubgeschichte bedeutete. Schließlich gelang 1938 der sechste Titelgewinn.
Der nächste Titel folgte 1945, einen Monat nach dem Ende des Zweiten Weltkriegs. Die VFL hatte ihren Ligabetrieb während des Krieges aufrechterhalten. Carlton erreichte das Grand Final und spielte im sogenannten Bloodbath (Blutbad) gegen South Melbourne FC. Das Match vor 62.986 Zuschauern war geprägt von blutigen Auseinandersetzungen auf dem Platz, zwischen den Betreuern und auf den Zuschauerrängen und resultierte in einem Sieg der Blues und zahlreichen Strafen für Spieler und Funktionäre. Ein weiterer Titelgewinn gelang Carlton 1947, eher eine lange erfolglose Zeit ohne Meisterschaft anbrach, die bis 1964 dauern sollte. Dabei markierte die 1964er-Saison die bis heute schlechteste Saison der Vereinsgeschichte.
Personalwechsel in der Vereinsführung 1965 leiteten einen Umschwung im Team ein. Zwischen 1967 und 1988 verpassten die Blues nur dreimal die Finals, erreichten zehn Grand finals und gewannen sieben Meisterschaften. Zunächst wurde George Harris als Präsident eingesetzt, der wiederum Ron Barassi vom Lokalrivalen Melbourne als Coach verpflichten konnte. 1968, 1969 und 1970 erreichten die Blues unter Barassi das Grand Final und gewannen zwei Meisterschaften. Das Grand Final 1970 ist dabei bis heute eines der berühmtesten Finals der Australian-Football-Geschichte. Vor 121.696 Zuschauern führte Carltons Rivale Collingwood mit 44 Punkten zur Halbzeit, doch sieben Goals in 15 Minuten sorgten für ein Comeback der Blues und letztendlich für einen Sieg mit zehn Punkten Vorsprung. Nach dem Verpassen der Finals 1971 verließ Barassi Carlton, dennoch gelang 1972 der erneute Titelgewinn.
Die weiteren 1970er-Jahre waren von vielen Personalwechseln und mittelmäßigen Leistungen geprägt. Erst 1979 gelang der Einzug ins Grand Final, welches die Blues gewinnen konnten. 1981 und 1982 folgten weitere Titel, trotz fortschreitender Unruhen abseits des Spielfeldes. Der Titelgewinn 1982 markierte den 14. Titel der Clubgeschichte und machte Carlton zum erfolgreichsten Club der VFL. Zuvor hatte Essendon diesen Titel inne. 1987 und 1995 folgten weitere Meisterschaften. Der Titelgewinn 1995 in der 1990 gegründeten AFL ist der bis dato letzte Meisterschaftstitel der Blues.
Im neuen Jahrtausend konnte Carlton nicht an vergangene Zeiten anknüpfen und geriet in finanzielle Probleme, die sich in den Saisonleistungen niederschlugen. 2002 wurden die Blues Tabellenletzter und gewannen erstmals den Wooden Spoon. Zudem wurde bekannt, dass Carlton den Salary Cap der AFL systematisch unterwandert hatte. Als Strafe verlor man Draft Picks und musste eine Strafe von fast einer Million AUD zahlen, was die sportliche Situation weiter verschärfte. Als Folge des Skandals musste Präsident John Elliot sein Amt niederlegen und wurde durch Ian Collins ersetzt. Unter ihm wurde die Spielstätte der Blues vom Princes Park ins Docklands Stadium (heute Etihad Stadium) verlegt. Dennoch gelang kein sportlicher Aufschwung und Carlton gewann weitere zwei Wooden Spoons als schlechtestes Team bis 2007. Die Leistungen der Blues verbesserten sich ab 2007 und in den Jahren 2009, 2010 und 2011 konnten wieder die Finals erreicht, allerdings kein weiterer Titel gewonnen werden. 
2015 erfolgte nach einer schwachen Saison der "Gewinn" des vierten Wooden spoon. 2018 erhielt man nach nur zwei Siegen aus 22 Spielen ebenfalls den Wooden spoon. Von 2014 bis 2022 verpassten die Blues die Finals. Erst mit dem Einzug ins Halbfinale 2023 konnte diese Durststrecke überwunden werden.

## Erfolge
- Meisterschaften (16): 1906, 1907, 1908, 1914, 1915, 1938, 1945, 1947, 1968, 1970, 1972, 1979, 1981, 1982, 1987, 1995
- McClelland Trophy (5): 1969, 1979, 1985, 1987, 1995